# 小行星4273
小行星4273，又称为敦煌星，是由紫金山天文台在1978年10月29日发现的主带小行星。
小行星4273以甘肃省酒泉市下辖的县级市敦煌市命名。